# Hermagor-Pressegger See
Hermagor-Pressegger See (szlovénül Šmohor-Preseško jezero) osztrák város Karintiában, a Hermagori járás központja. 2016 januárjában 6840 lakosa volt.

## Elhelyezkedése

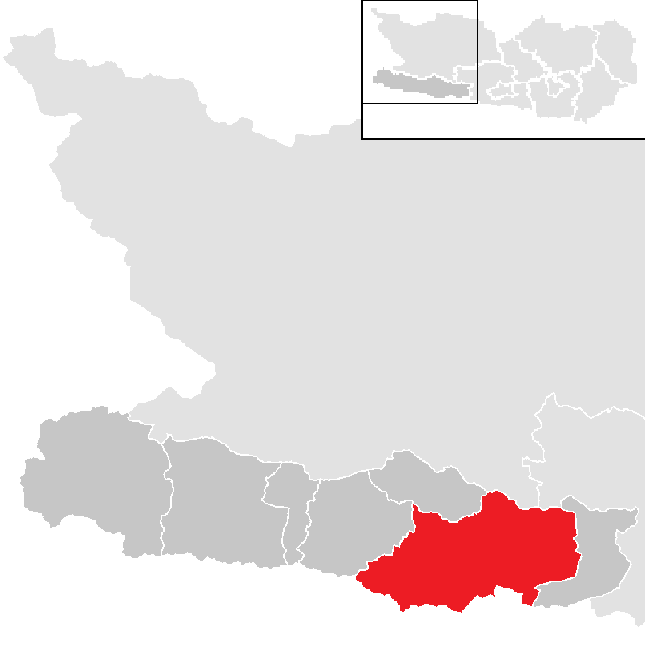
Hermagor-Pressegger See a Hermagori járásban

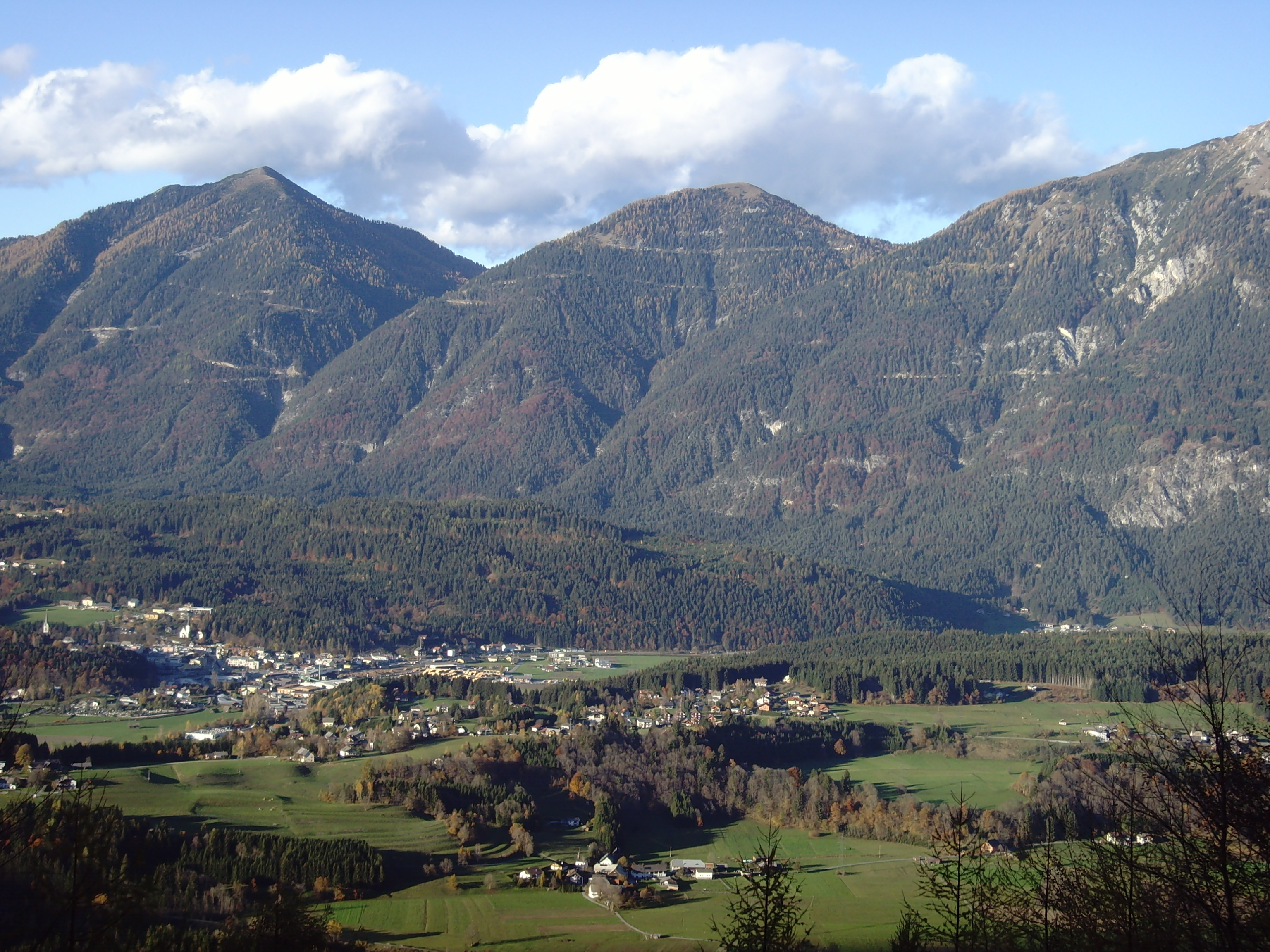
Hermagor a távolból

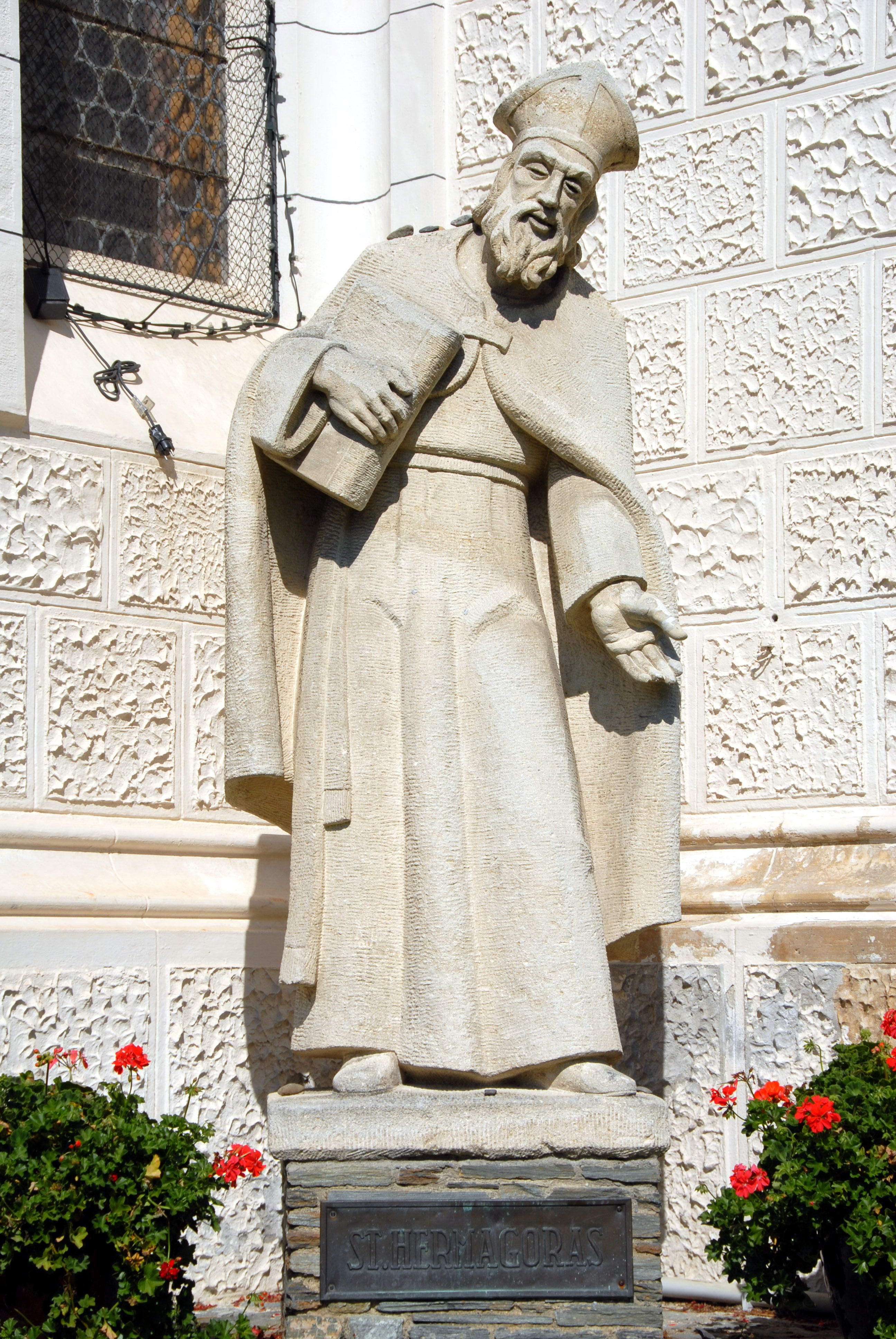
A város névadója, Szt. Hermagoras a plébániatemplom előtt

Hermagor-Pressegger See Karintia délnyugati részen fekszik, közvetlenül az olasz határ mellett, a Gail folyó felső szakaszánál, a Gitschtal gleccservölgyének bejáratánál. Északról a Gailtali-Alpok, délről a Karni-Alpok hegyei fogják közre. Dél felé a Naßfeld-hágó vezet át Olaszországba, északon pedig a Kreuzberg-nyergen át lehet a Dráva völgyébe jutni. Legnagyobb állóvize az 55 hektáros Pressegger See. Az önkormányzat 12 katasztrális községben 64 falut és egyéb települést fog össze. Ezek lakossága az 1521 (Hermagor) és a 0 (Grafenau) között változik.
A környező települések: nyugatra Kirchbach, északnyugatra Gitschtal, északra Weißensee és Paternion, keletre Sankt Stefan im Gailtal, délkeletre Malborghetto-Valbruna, délre Pontebba, délnyugatra Moggio Udinese és Paularo (az utóbbi négy Olaszországhoz tartozik).

## Története
Az ember legrégebbi nyomai Hermagor területén a bronzkori urnamezős kultúrához tartoznak: a régészek bronzbaltákra, gyűrűkre és egy tőrre bukkantak. Utóbbi díszítése észak-itáliai befolyásra utal. A vaskorban a régióban vasércet bányásztak, amelyet kereskedők vittek a Földközi-tenger térségébe. I.e. 15-ben a helyi kelták királyságát, Noricumot meghódította a Római Birodalom.
Hermagort először 1169-ben említik az írott források. Nevét az Aquileiai patriarchátus első püspökéről Szt. Hermagorasról kapta. A kedvező helyen, az Alpok hágóinál fekvő település hamar a Gail-völgy központjává fejlődött, már 1288-ban vásárjogot és mezővárosi (Markt) státuszt kapott. A 15. században a török betörések során végigpusztították az egész folyóvölgyet. A 16. századtól a város hűbérura Ortenburg grófja lett.
Franz Xaver Freiherr von Wulfen 1779-ben itt fedezte fel Wulfenia carinthiaca endemikus növényt, amelynek ez az alfaja  kizárólag a 2195 m magas Gartnerkofel hegyen él.
Hermagor 1868-ban lett a hasonló nevű járás székhelye. A Monarchia idejében a városban állomásozott a K.u.K. 4. gyalogezred 1. és 2. zászlóalja. 1880-ban Hermagornak 709 lakosa volt, valamennyien német anyanyelvűek. A város ekkor a német-szlovén nyelvhatártól közvetlenül északra volt; Potschachban és Fritzendorfban már szlovének laktak.
1930. október 10-én a tartományi kormányzat Hermagort városi státuszra emelte. 1958-ban hozzácsatolták Möschachot. 1973-ban újabb községek (Egg, Mitschig, Görtschach, Rattendorf) csatlakozásával létrejött a mai Hermagor-Pressegger See-i önkormányzat.

## Lakosság

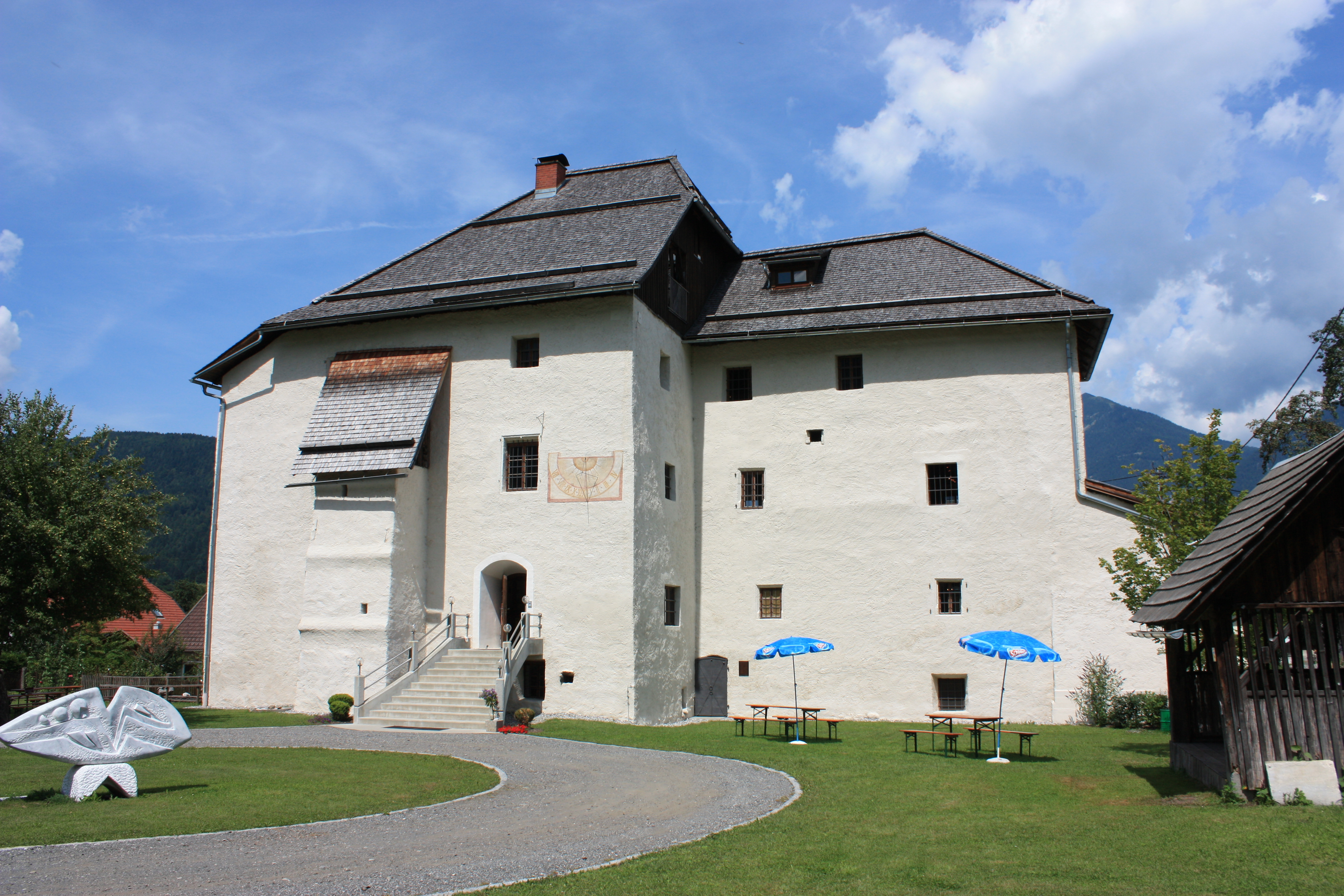
A möderndorfi vár

A hermagori önkormányzat területén 2016 januárjában 6840 fő élt, ami visszaesést jelent a 2001-es 7232 lakoshoz képest. Akkor a helybeliek 94,7%-a volt osztrák, 1,6% német, 1,1% boszniai, 1% horvát állampolgár. 68,8%-uk római katolikusnak, 25,6% evangélikusnak, 1,5% muszlimnak, 2,4% pedig felekezeten kívülinek vallotta magát. 

## Gazdaság
A város legfontosabb gazdasági ágazata a turizmus. Mind nyáron, mind télen sok látogatót vonz, a szállodák évente több mint egymillió vendégéjszakát realizálnak. Télen a nassfeldi síterep, a Déli-Alpok egyik legnagyobb síközpontja a legnagyobb atrrakció, nyáron pedig a változatos túra- és vízisportlehetőségek.
2001-ben a 3228 munkavállalóból 600-an dolgoztak a vendéglátásban vagy a szállásadóknál, 471-en a kereskedelemben, jármű- és egyéb szervizekben, 441-ben pedig az iparban. 

## Látnivalók

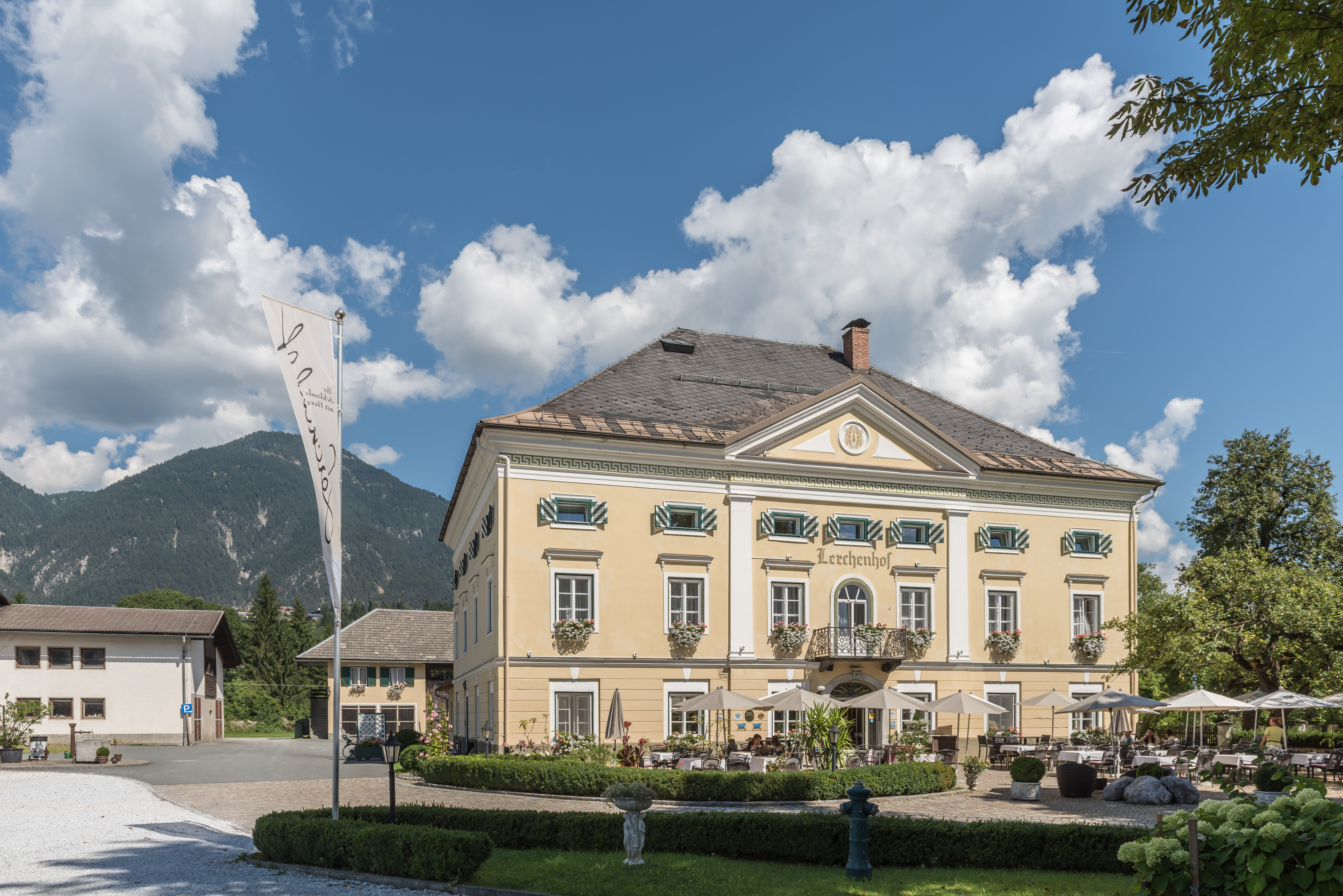
A Lerchenhof-kastély

- a möderndorfi vár, benne helytörténeti múzeummal.
- az untermöschachi Lerchenhof-kastélyt 1851-ben építtette Julius von Wodley. A későklasszicista-biedermeier épület 1939 óta műemlék, ma szálloda működik benne.
- a Malenthein-vár romjai a Kühweg melletti Guggenberg-hegyen. Az először 1311-ben említett vár a 16. század elején került Georg von Malenthein kezére, innen kapta a nevét. 1688-ban még lakták, de a 18. században elhagyták és fokozatosan romba dőlt. Ma már csak a külső fal részei és a lakótorony 6–8 m magas maradványai láthatóak.
- a khünburgi vár romjai. A keskeny gerincen épült vár vízellátása mindig is problémás volt és tulajdonosai végül a kényelmesebb "castrum Kyneggbe" (a mai Egg) költöztek, a várat pedig sorsára hagyták. Tornya ma is áll.
- a schlanitzeni Szt. Leonard-templom 1485-ben épült.
- Rattendorf plébániatemploma
- Hermagor plébániatemploma
- a watschigi evangélikus "toleranciaház" II. József vallási türelmi rendelete után épült 1783-ban.

## Híres gitschtaliak
- Armin Assinger (1964-) alpesi síző
- Roland Assinger (1973-) alpesi síző
- Matija Majar-Ziljski (1809–1892), szlovén pap, politikai aktivista
- Ines Widmann (1904–?) író

## Testvérvárosok
- Pontebba, Olaszország

## Fordítás
- Ez a szócikk részben vagy egészben  a   Hermagor-Pressegger See című német Wikipédia-szócikk ezen változatának fordításán alapul.  Az eredeti cikk szerkesztőit annak laptörténete sorolja fel. Ez a jelzés csupán a megfogalmazás eredetét és a szerzői jogokat jelzi, nem szolgál a cikkben szereplő információk forrásmegjelöléseként.